# Наблото
Наблото (пол. Nabłoto, нім. Nablat; 1937-1945: Nahberg) — село в Польщі, у гміні Броди Жарського повіту Любуського воєводства.
Населення — 132 особи (2011).
У 1975-1998 роках село належало до Зеленогурського воєводства.

## Демографія
Демографічна структура станом на 31 березня 2011 року:
|          | Загалом | Допрацездатний вік | Працездатний вік | Постпрацездатний вік |
| -------- | ------- | ------------------ | ---------------- | -------------------- |
| Чоловіки | 69      | 13                 | 52               | 4                    |
| Жінки    | 63      | 12                 | 43               | 8                    |
| Разом    | 132     | 25                 | 95               | 12                   |